# Léon Daeschner
Léon Daeschner (* 27. Mai 1894 in Antwerpen; † unbekannt) war ein deutscher Jurist, der 1933 als Treuhänder der Arbeit für Brandenburg beauftragt, 1939 Sondertreuhänder der Arbeit für die Eisen- und Metallindustrie und 1944 Sondertreuhänder für die Banken wurde.

## Leben
Daeschner besuchte das Humanistische Gymnasium und anschließend studierte er Rechtswissenschaften an den Universitäten Lausanne und Frankfurt am Main, unterbrochen zwischen 1914 und 1918 durch seinen Einsatz als Kriegsfreiwilliger im Ersten Weltkrieg. In Frankfurt wurde er 1920 zum Dr. jur. promoviert. Das Thema seiner Dissertation lautete Handelsgesellschaftliche Gestaltungsformen. Eine Prüfung ihrer Zulässigkeit nach privatem und öffentlichem Recht unter besonderer Berücksichtigung der neuesten handelsrechtlichen Gesellschaftsformen und ihrer Stellung zu den einschlägigen Reichs-Steuergesetzen. Diese Arbeit erschien 1923 in Leipzig im Xenien-Verlag in Druck.
Léon Daeschner arbeitete 18 Monate als Metallarbeiter in einer Gießerei und war vier Jahre Beisitzer eines Schlichtungsausschusses in Koblenz. Er übernahm für elf Jahre die Leitung industrieller Werke. Er trat zum 1. März 1932 der NSDAP bei (Mitgliedsnummer 952.033) und stieg bis in die Reichsleitung dieser Partei auf. Auch wurde Daeschner SS-Mitglied (SS-Nummer 351.330).
1933 wurde Léon Daschner stellvertretender Leiter des Sozialalamtes der Deutschen Arbeitsfront (DAF). Wenig später wurde Daeschner zum beauftragten Treuhänder der Arbeit für Brandenburg ernannt. 1939 wurde er Sondertreuhänder der Arbeit für die Eisen- und Metallindustrie.
Seine Ernennung zum SS-Standartenführer bei der Waffen-SS erfolgte am 9. November 1943.
1944 wurde er als Nachfolger von Franz Schmelzer Sondertreuhänder für die Banken.

## Werke (Auswahl)
- Handelsgesellschaftliche Gestaltungsformen. Eine Prüfung ihrer Zulässigkeit nach privatem und öffentlichem Recht unter besonderer Berücksichtigung der  neuesten handelsrechtlichen Gesellschaftsformen und ihrer Stellung zu den einschlägigen Reichs-Steuergesetzen, Leipzig, Xenien-Verlag, 1923
- Die deutsche Arbeitsfront (= Das Recht der deutschen Arbeit, 2), München, Heerschild-Verlag, 1934
- (mit Bruno Schöttler) Die Urlaubsmarken-Regelung im Baugewerbe und in den Baunebengewerben. Die einschlägigen Verordnungen und Tarifordnungen nach dem Stande vom 1. Nov. 1936 mit Berechnungstabellen, Berlin, Elsner Verlagsgesellschaft, 1936
- (mit Bruno Schöttler) Die Urlaubsmarken-Regelung im Baugewerbe und in den Baunebengewerben. Die einschlägigen Verordnungen und Tarifordnungen nach dem Stande vom 1. Jan. 1937 mit Berechnungstabellen, Berlin, Elsner Verlagsgesellschaft, 1937
- Der Lohnstop, Berlin, Industrieverlag Spaeth & Linde, 1940